# Joe Musashi
Pour les articles homonymes, voir Musashi.
Joe Musashi (ジョー・ムサシ, Jō Musashi) est le personnage principal de la série Shinobi, il apparaît la première fois en 1987 dans l'épisode éponyme. Le nom de Joe Musashi est emprunté au samouraï Miyamoto Musashi, ainsi qu'à la gare de Musashi-Shinjō, située dans la Préfecture de Kanagawa.

## Apparitions
Joe Musashi est le protagoniste de la série Shinobi, il apparaît tout d'abord en 1987 dans le premier Shinobi puis dans les suites de la saga : The Revenge of Shinobi (1989), Shinobi (1991), Shinobi II: The Silent Fury (1992) et Shinobi III: Return of the Ninja Master (1993). Musashi apparaît également en tant que personnage déblocable dans la version 2002 de Shinobi parue sur PlayStation 2, ainsi que dans Nightshade (2003) et Shinobi sur Nintendo 3DS (2011). 
Ses armes principales dans la plupart des jeux sont des shurikens ou des kunais. Il possède également l'épée Hazy-Moon (朧月, Oborotsugi), qu'il est capable de charger pour une puissante attaque spéciale, et connaît diverses techniques de compétences ninjutsu et des sorts. Les compétences ninjutsu de Musashi peuvent être défensives, offensives ou utilitaires. Notamment dans The Revenge of Shinobi, où il existe une protection pour le personnage baptisée « Ikazuchi », qui ne subira aucune blessure et donc ne perdra pas de point de vie. Parmi les compétences offensives, Musashi dispose de « Kariu » et « Mijin », la première étant une attaque enflammée qui traverse l'écran, et la seconde, une attaque suicide infligeant d'importants dégâts. La dernière compétence est utilitaire, baptisée « Fushin », elle permet au personnage d'effectuer des sauts plus importants. 
En dehors des jeux vidéo Shinobi, Joe Musashi apparaît en tant que personnage jouable dans le jeu vidéo de course Sonic and All-Stars Racing Transformed publié en 2012, où il conduit un quad et est capable de lancer des boules de feu.